# Dwergmoswants
De dwergmoswants (Drymus pumilio) is een wants uit de onderfamilie Rhyparochrominae en uit de familie bodemwantsen (Lygaeidae).
De onderfamilie Rhyparochrominae wordt ook weleens als een zelfstandige familie Rhyparochromidae gezien in een superfamilie Lygaeoidea. Lygaeidae is conform de indeling van bijvoorbeeld het Nederlands Soortenregister.

## Uiterlijk
De dwergmoswants is 2,4 – 3 mm lang en is daarmee de kleinste inheemse soort. Al is hij niet veel kleiner dan de haarsprietmoswants (Drymus pilicornis).

## Verspreiding en habitat
Van deze zeldzame Europese soort zijn maar heel weinig verspreide vindplaatsen bekend. In Nederland zijn ze in Zeeland en Zuid-Limburg gevonden, in België is er een vindplaats bij Vorst. 
Hij wordt op de bodem tussen nat of vochtig mos gevonden. Zowel een zandbodem als een kalkbodem is mogelijk. De plek moet gedeeltelijk of geheel beschaduwd zijn.

## Leefwijze
De imago’s zijn in de regel niet in staat te vliegen en ze houden zich op tussen vochtig bladstrooisel en mos. De laatste vondsten in Zeeland waren bij een rietkraag. Imago’s zijn gevonden van maart tot in oktober en nimfen zijn bekend uit de maand juli. Vermoedelijk overwinteren de imago’s.